# Pseudomys higginsi
Pseudomys higginsi là một loài động vật có vú trong họ Chuột, bộ Gặm nhấm. Loài này được Trouessart mô tả năm 1897.